# Pål Strand
Pål Strand (Gjøvik, 9 marzo 1976) è un ex calciatore norvegese, di ruolo centrocampista.

## Carriera

### Club
Strand iniziò la carriera nel Gjøvik-Lyn, squadra della sua città natale. Nel 1998 passò al Raufoss e successivamente al Lillestrøm, club con cui effettuò il debutto nella Tippeligaen. L'11 aprile 1999, infatti, fu titolare nel successo per tre a uno in casa del Brann. Il 17 aprile segnò anche la prima rete nella massima divisione norvegese, contribuendo al successo del suo Lillestrøm sul Rosenborg per 3-2. In dieci anni di militanza nella squadra, conquistò la Coppa di Norvegia 2007.
Nel 2008, passò allo HamKam. Esordì con la nuova maglia il 28 giugno, nel pareggio a reti inviolate contro il Brann. Collezionò 15 presenze con questa squadra, senza mai andare in rete.
Nel 2009, tornò al Raufoss, nella Fair Play Ligaen. Il 25 settembre 2012, collassò durante un allenamento in squadra e fu portato per questo in ospedale. Colpito da un attacco di cuore, già nel 2010 si sottopose a dei controlli medici a causa di un'irregolarità nel battito cardiaco. Il giocatore riprese conoscenza soltanto il 30 settembre, rimanendo comunque attacco al respiratore. A seguito di questo malore, gli fu impiantato un defibrillatore.

### Nazionale
Strand giocò 2 incontri per la Norvegia. Il primo di questi fu datato 1º settembre 2001, nella sfida contro la Polonia: Strand subentrò a Steffen Iversen nei minuti finali.

## Statistiche

### Cronologia presenze e reti in Nazionale
| Cronologia completa delle presenze e delle reti in nazionale ― Norvegia | Cronologia completa delle presenze e delle reti in nazionale ― Norvegia | Cronologia completa delle presenze e delle reti in nazionale ― Norvegia | Cronologia completa delle presenze e delle reti in nazionale ― Norvegia | Cronologia completa delle presenze e delle reti in nazionale ― Norvegia | Cronologia completa delle presenze e delle reti in nazionale ― Norvegia | Cronologia completa delle presenze e delle reti in nazionale ― Norvegia | Cronologia completa delle presenze e delle reti in nazionale ― Norvegia |
| Data                                                                    | Città                                                                   | In casa                                                                 | Risultato                                                               | Ospiti                                                                  | Competizione                                                            | Reti                                                                    | Note                                                                    |
| ----------------------------------------------------------------------- | ----------------------------------------------------------------------- | ----------------------------------------------------------------------- | ----------------------------------------------------------------------- | ----------------------------------------------------------------------- | ----------------------------------------------------------------------- | ----------------------------------------------------------------------- | ----------------------------------------------------------------------- |
| 1-9-2001                                                                | Chorzów                                                                 | Polonia                                                                 | 3 – 0                                                                   | Norvegia                                                                | Qual. Mondiali 2002                                                     | -                                                                       | 89’                                                                     |
| 5-9-2001                                                                | Oslo                                                                    | Norvegia                                                                | 3 – 2                                                                   | Galles                                                                  | Qual. Mondiali 2002                                                     | -                                                                       | 90’                                                                     |
| Totale                                                                  |                                                                         | Presenze                                                                | 2                                                                       |                                                                         | Reti                                                                    | 0                                                                       |                                                                         |

## Palmarès

### Giocatore

#### Club

##### Competizioni nazionali
- Coppa di Norvegia: 1

Lillestrøm: 2007